# ماكس بولا
ماكس بولا (بالألمانية: Max Bulla)‏ (مواليد 26 سبتمبر 1905 - الوفاة 1 مارس 1990) كان دراج نمساوي في صنف سباق الدراجات على الطريق.

## سباقات أو مراحل فاز بها
- طواف فرنسا
- طواف إسبانيا
- طواف سويسرا

## روابط خارجية
- ماكس بولا على موقع أرشيف الدراجات (الإنجليزية)
- ماكس بولا على موقع إحصائيات الدراجات الإحترافية (الإنجليزية)
- ماكس بولا على موقع CycleBase (الإنجليزية)